# Allegany College of Maryland
L'Allegany College of Maryland est un « community college » situé à Cumberland (Maryland). Il a ouvert en 1961, dans les locaux du Carver Community School, une ancienne institution ségréguée. L'université a ouvert deux nouveaux campus en Pennsylvanie en 1989 et en 1990.